# Henryk Sroka
Henryk Dzierżysław Sroka (ur. 16 lipca 1858 w Wiskitkach, zm. 1941 w Szczecinku) – polski teolog, pastor luterański.

## Życiorys
Był synem Augusta i Katarzyny z Dattelbaumów, a bratem Wilhelma Wrócisława i Antoniego Rościsława.
W latach 1879–1885 studiował na Uniwersytecie w Dorpacie uzyskując stopień doktora teologii. Należał do Konwentu Polonia. Prawa i pierścień filisterski otrzymał w 1884 r. 30 listopada 1884 r. został ordynowany na pastora. W latach 1885-1886 sprawował funkcję wikarego w Godlewie, a później do 1941 r. pastora w parafii Szaki. W latach 1919–1922 był pierwszym prezesem Konsystorza Kościoła ewangelicko-augsburskiego na Litwie, a następnie jego wiceprezesem, od 1913 r. superintendentem diecezji augustowskiej oraz nauczycielem języków klasycznych w gimnazjum w Szakach. Odegrał znaczącą rolę w organizacji Kościoła ewangelicko-augsburskiego na Litwie po uzyskaniu przez nią niepodległości.

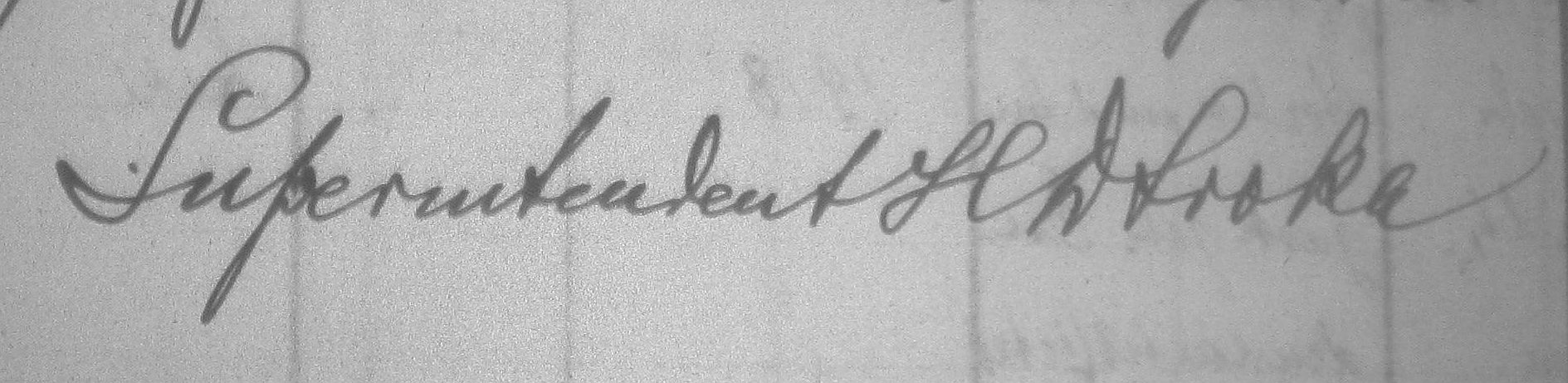
Podpis Henryka Dzierżysława Sroki w Księdze Metrykalnej parafii Szaki 1902 r.

## Rodzina
Rodzeństwo: Włodzimiera Teodozja Różańska (1855-1937), Maria Mieczysława Sroka (1860-1879), Wiktoria Drymmer (1861-1952), Antoni Rościsław Sroka (1864-1932), Wilhelm Wrócisław Sroka (1866-1939), Maksymilian Krzesław Sroka (ok. 1870-1917); Zięć Mieczysław Rüger (1879-1975) był również pastorem luterańskim. Siostrzeniec: Wiktor Tomir Drymmer (1896-1975).